# Stenus tuberculatus
Stenus tuberculatus är en skalbaggsart som beskrevs av Thomas Casey. Stenus tuberculatus ingår i släktet Stenus och familjen kortvingar. Inga underarter finns listade i Catalogue of Life.
Arten har ett utbrett habitat i Europa och är vanligtvis associerad med fuktiga miljöer nära vattendrag. Den spelar en ekologisk roll som rovdjur på små insekter. Forskning kring arten bidrar till förståelsen av biodiversitet bland staphylinider.